# Museo di palazzo Poggi
Le musée du Palazzo Poggi est un musée universitaire de Bologne, situé dans le bâtiment homonyme, Via Zamboni. Ce même bâtiment abrite le siège de l'Alma Mater Studiorum et d'autres musées universitaires, tels que le musée Specola et le musée européen des étudiants (MEUS).

## Collections
Le musée contient une reconstitution des laboratoires et des collections de l'ancienne Académie des Sciences de l'Institut de Bologne, active dans ce même bâtiment entre 1711 et 1799 à l'initiative de Luigi Ferdinando Marsili.
Au fil des ans, l'institut, en plus des riches instruments dont il disposait, a également commencé à collecter des collections picturales, telles que la wunderkammer de Ferdinando Cospi et la collection du XVIe siècle d'Ulisse Aldrovandi. Les salles du musée sont décorées de peintures murales de Niccolò dell'Abate, Pellegrino Tibaldi, Prospero Fontana, Nosadella et Ercole Procaccini l'Ancien.
À partir de l'automne 2000, l'Université de Bologne a ré-ouvert le bâtiment au public, transférant les découvertes et l'équipement scientifique collectés et utilisés au XVIIIe siècle dans ses salles.
Le document original de la Magna Charta Universitatum est exposé dans la "Sala della Magna Carta" du musée .